# Zhang Yuting
Zhang Yuting (chiń. 张雨婷; ur. 4 sierpnia 1999 w Harbinie) – chińska łyżwiarka szybka specjalizująca się w short tracku, mistrzyni olimpijska z Pekinu 2022.
Mieszka w Harbinie.

## Wyniki

### Igrzyska olimpijskie
- Pekin 2022
  - 500 m – 4. miejsce
  - 1500 m – 17. miejsce
  - sztafeta kobiet – 3. miejsce
  - sztafeta mieszana – 1. miejsce